# Dva roky prázdnin
Dva roky prázdnin (1888, Deux ans de vacances) je jeden z nejznámějších dobrodružných románů francouzského spisovatele Julesa Verna z jeho cyklu Podivuhodné cesty (Les Voyages extraordinaires). Řadí se mezi robinzonády.

## Obsah románu

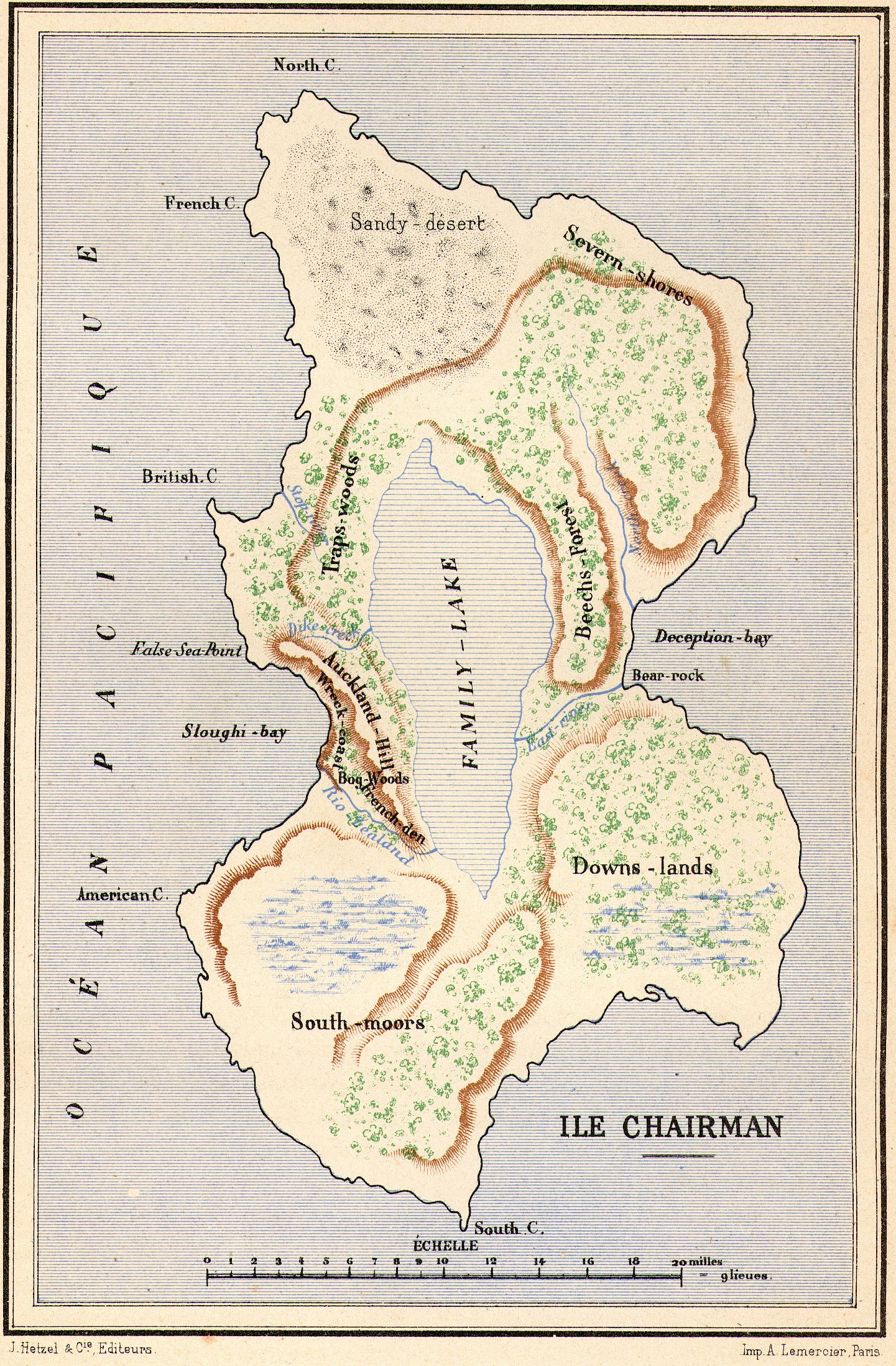
Dva roky prázdnin, mapa ostrova z francouzského vydání románu.

Verne v knize zpracoval napínavý příběh patnácti chlapců, kteří měli vyjet na prázdninový výlet jachtou na moře. Během příprav k vyplutí v Aucklandu na Novém Zélandu odešla posádka na břeh a loď s chlapci na palubě se díky nedopatření dostala na moře. Zde byla hroznou bouří zahnána přes celý Pacifik k břehům neobydleného ostrova, kde ztroskotala. Podoba románového ostrova Hanover (chlapci nazvaného Chairman Island podle jejich školy) je smyšlená, nicméně ostrov toho jména u pobřeží Chile skutečně existuje. Geograficky vykazuje dějiště příběhu určitou podobu s Chathamovým ostrovem, který se nachází na širém moři asi 700 km od novozélandských břehů.
Tak se z 14 městských školáků, z nichž nejmladšímu bylo osm a nejstaršímu čtrnáct let, stali robinzoni, odkázaní jen sami na sebe. Většina z nich byli Britové, nejstarší byl Američan a dva chlapci byli Francouzi, posledním chlapcem byl černošský plavčík. Jejich prázdninový výlet se protáhl na dlouhé dva roky. Za tu dobu si chlapci na ostrově vybudovali vzkvétající osadu, kde každý pracoval podle svých sil a schopností a podřizoval se nutné kázni. Proto mohli úspěšně čelit všem nebezpečím a překlenout i vážnou roztržku, která hrozila rozdělit osadu na dva tábory. Když na ostrově přistála skupina pirátů, podařilo se jim za pomoci dvou dospělých lidí z bývalé posádky pirátské lodi nad zločinci zvítězit a po mnohých útrapách se navrátit zpět do vlasti. 
V této knize Verne opět ukázal (jako v mnoha jiných svých dílech) sílu kolektivu, který je schopen dosáhnout takových výsledků, jakých by nikdy nemohl člověk dosáhnout sám.

## Ilustrace
Knihu Dva roky prázdnin ilustroval Léon Benett.

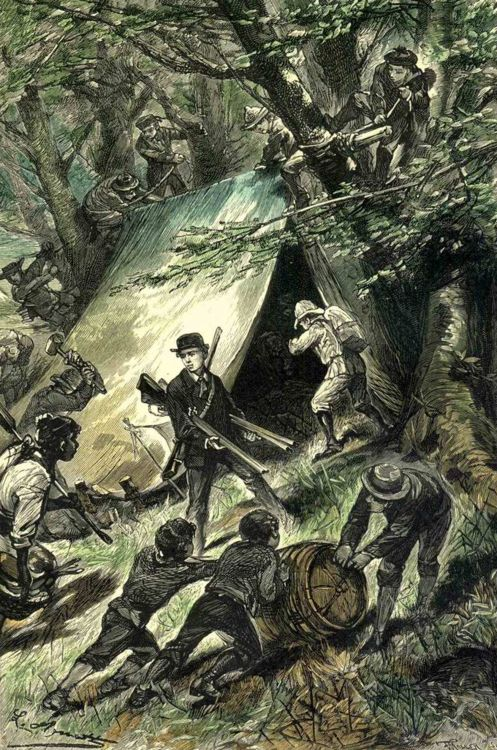
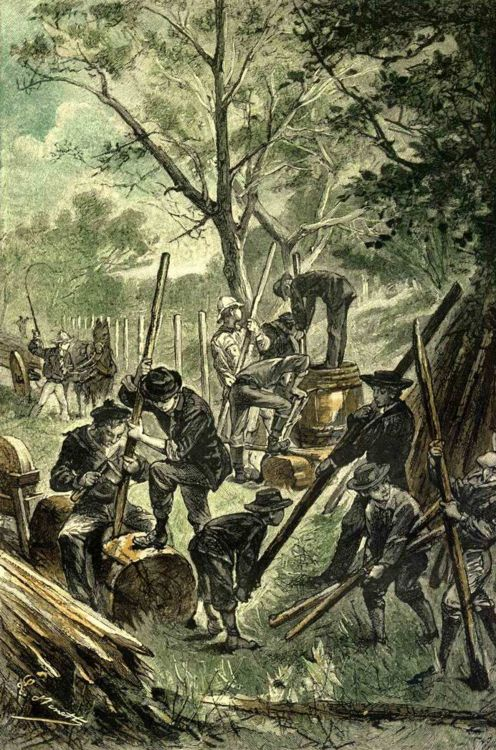
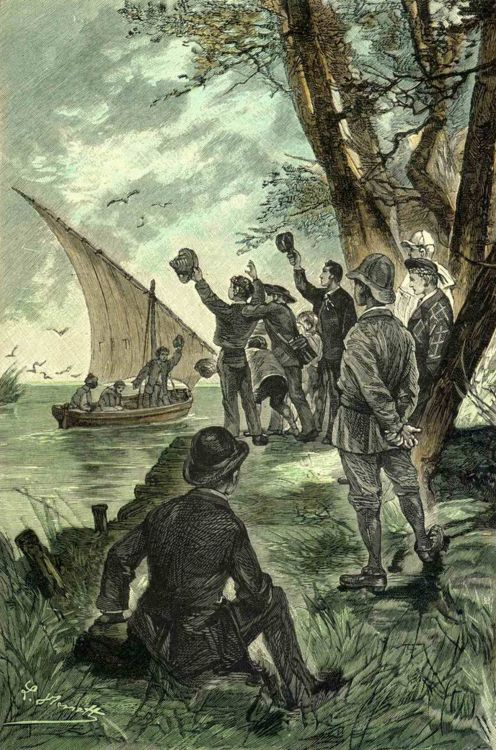
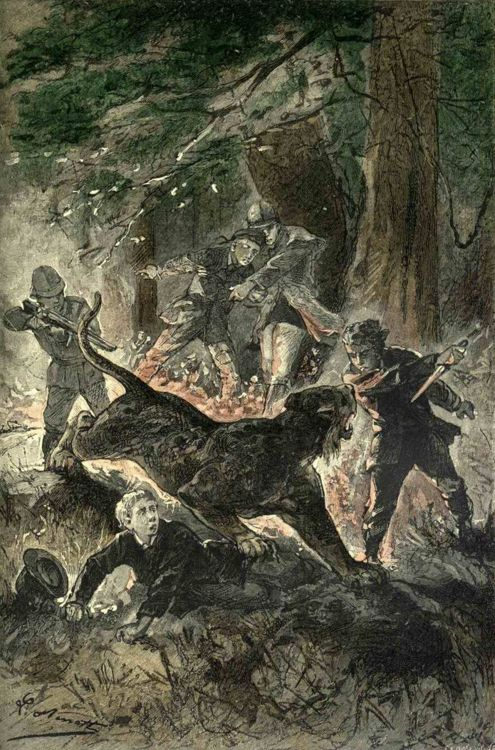
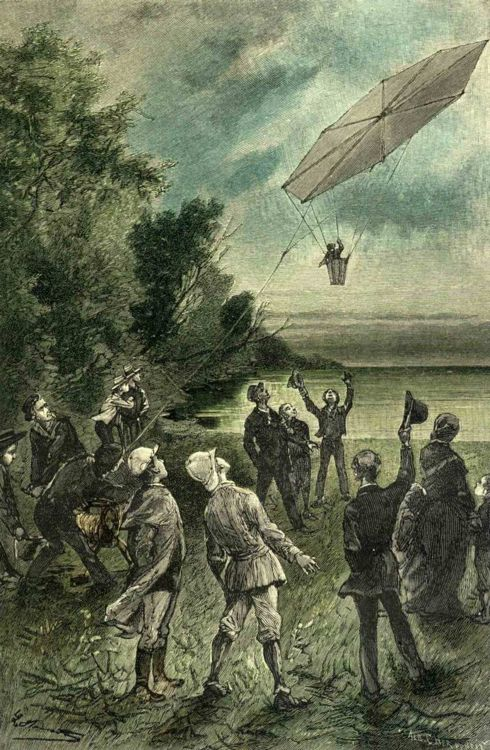

## Filmové adaptace
- Na motivy románu natočil roku 1966 český režisér Karel Zeman film Ukradená vzducholoď.
- Roku 1974 vznikl podle románu šestidílný francouzsko-německo-rumunský televizní film francouzského režiséra Gilese Graingera.

## Česká vydání
- Dva roky prázdnin, J. R. Vilímek, Praha 1890, přeložil Bohumil Čermák,
- Dva roky prázdnin, Bedřich Kočí, Praha 1909, přeložil Alois Tuček, dva svazky, znovu Eduard Beaufort, Praha 1922.
- Dva roky prázdnin, Alois Hynek, Praha 1911, přeložil Jan Kalvoda, dva svazky, znovu 1921.
- Dva roky prázdnin, J. R. Vilímek, Praha 1912, přeložil Bohumil Čermák, Dostupné online.
- Dva roky prázdnin, Jindřich Bačkovský, Praha 1921, přeložil J. H. Šedivý,
- Dva roky prázdnin, J. R. Vilímek, Praha 1923, přeložil Bohumil Čermák, znovu 1929, 1931, 1932 a 1934.
- Dva roky prázdnin, J. R. Vilímek, Praha 1936, přeložil Zdeněk Hobzík, znovu 1941 a 1947.
- Dva roky prázdnin, SNDK, Praha 1953, přeložil Václav Netušil, znovu 1957, 1962 a 1965.
- Dva roky prázdnin, knihovnička Pionýrských novin, Praha 1956, upravil Jiří Koerber,
- Dva roky prázdnin, Patnáctiletý kapitán, Mladá fronta, Praha 1969, přeložil Václav Netušil,
- Dva roky prázdnin, Mladá fronta, Praha 1972, přeložil Václav Netušil, dostupné online.
- Dva roky prázdnin, Albatros, Praha 1973, přeložil Václav Netušil, znovu 1985 a 1990.
- Dva roky prázdnin, Návrat, Brno 2000, přeložil Bohumil Čermák, znovu 2005.
- Dva roky prázdnin, Albatros, Praha 2011, převyprávěl Ondřej Neff.
- Dva roky prázdnin, Omega, Praha 2014, přeložil Bohumil Čermák, znovu 2015 a 2020.
- Dva roky prázdnin, Nakladatelství Josef Vybíral, Žalkovice 2015, přeložil Bohumil Čermák a znovu 2023.
- Dva roky prázdnin, Dobrovský, Praha 2024, edice 1400, přeložil Bohumil Čermák.